# Emilia Töyrä
Emilia Töyrä é uma política sueca que serve actualmente no Riksdag pelo partido dos social-democratas.